# Хуцеевка
Хуцеевка — село в Кизлярском районе Дагестана. Входит в состав сельского поселения «Сельсовет «Яснополянский»».

## Географическое положение
Населённый пункт расположен к западу от региональной трассы Кизляр-Брянск, в 3,5 км к юго-востоку от центра сельского поселения — Ясная Поляна и в 10 км к северо-востоку от города Кизляр.

## История
До 1980-х годов в селе преимущественно проживали русские и украинцы. Ныне в населении села преобладают аварцы, в основном являющиеся выходцами из Цумадинского района.

## Население
| 1926 | 1970 | 1989 | 2002 | 2010 | 2021 |
| ---- | ---- | ---- | ---- | ---- | ---- |
| 219  | ↗339 | ↗512 | ↗531 | ↗944 | ↘936 |

Национальный состав
По данным Всесоюзной переписи населения 1926 года:
| № | Национальность | Численность, чел. | Доля   |
| - | -------------- | ----------------- | ------ |
| 1 | молдаване      | 172               | 78,5 % |
| 2 | русские        | 40                | 18,3 % |
| 3 | немцы          | 5                 | 2,3 %  |
| 4 | кумыки         | 2                 | 0,9 %  |

По данным Всероссийской переписи населения 2010 года:
| № | Национальность | Численность, чел. | Доля   |
| - | -------------- | ----------------- | ------ |
| 1 | аварцы         | 716               | 75,9 % |
| 2 | русские        | 106               | 11,2 % |
| 3 | ногайцы        | 36                | 3,8 %  |
| 4 | даргинцы       | 27                | 2,9 %  |
| 5 | лакцы          | 24                | 2,5 %  |
| 6 | чеченцы        | 22                | 2,3 %  |
| 7 | другие         | 13                | 1,4 %  |

По данным Всероссийской переписи населения 2010 года, в селе проживало 944 человека (474 мужчины и 470 женщин).